# Pszenica khorasan
Pszenica khorasan (Triticum turgidum subsp. turanicum) – podgatunek pszenicy szorstkiej występujący w Azji południowo-zachodniej i Środkowej na obszarze od Iraku po Kazachstan i zachodnie Chiny.
Roślina była uprawiana w czasach starożytnych m.in. na terenie obecnego Egiptu.
Odmiana charakteryzuje się dużymi ziarnami, około dwukrotnie większymi od współcześnie uprawianej pszenicy. Nie była nigdy krzyżowana (podobnie jak orkisz i samopsza). Zawiera mniej węglowodanów i witaminy E, a więcej białka i popiołu surowego niż pszenica współczesna. 